# Bredagölen (Fridlevstads socken, Blekinge)
Bredagölen är en sjö i Karlskrona kommun i Blekinge och ingår i Nättrabyåns huvudavrinningsområde. Sjön har en area på 0,0721 kvadratkilometer och ligger 101,3 meter över havet.

## Delavrinningsområde
Bredagölen ingår i det delavrinningsområde (625082-148221) som SMHI kallar för Utloppet av Stora Alljungen. Medelhöjden är 101 meter över havet och ytan är 22,98 kvadratkilometer. Det finns inga avrinningsområden uppströms utan avrinningsområdet är högsta punkten. Lillån som avvattnar avrinningsområdet har biflödesordning 2, vilket innebär att vattnet flödar genom totalt 2 vattendrag innan det når havet efter 28 kilometer. Avrinningsområdet består mestadels av skog (66 procent) och jordbruk (12 procent). Avrinningsområdet har 2,12 kvadratkilometer vattenytor vilket ger det en sjöprocent på 9,2 procent.